# Ciemupe (przystanek kolejowy)
Ciemupe (ros. Циемупе) – przystanek kolejowy w miejscowości Ciemupe, w gminie Ogre, na Łotwie. Położony jest na linii Ryga - Dyneburg.
Przystanek został otwarty w 1929.